# Gaggiolo (Stabio)
Gaggiolo è una frazione del comune svizzero di Stabio, nel Canton Ticino (distretto di Mendrisio). Costituisce un unico insediamento urbano con l'omonima frazione del comune italiano di Cantello, in Lombardia (provincia di Varese), dalla quale è separato dal valico di Gaggiolo, dogana internazionale tra Italia e Svizzera.